# Interstate 205 (Oregon-Washington)
Pour les articles homonymes, voir I205 et Interstate 205.
L'interstate 205 est une autoroute inter-états de l'Oregon, pour sa portion sud, et de l'État de Washington pour le nord. Elle contourne par l'est l'agglomération Portland-Vancouver. Elle a une longueur d'environ 37 miles (60 km).
L'autoroute se connecte à l'I-5 à ses extrémités : au sud à Tualatin, Oregon et au nord à Salmon Creek, Washington. L'I-205 est officiellement nommée la War Veterans Memorial Freeway dans les deux états et est connue comme la East Portland Freeway No. 64 en Oregon. Entre Oregon City et Vancouver, le corridor est suivi par une piste cyclable multiusage ainsi que par des sections de tram léger.
Un plan d'une autoroute qui dessert l'est de Portland et Vancouver est conçu en 1943. C'est en 1958 que cette voie de contournement est numérotée I-205.

## Description du tracé
L'I-205 est principalement une voie de contournement de l''I-5 dans la région métropolitaine de Portland. Elle dessert les banlieues de Portland et de Vancouver. Elle fait partie du National Highway System, un réseau de routes identifiées comme importantes pour l'économie, la défense et la mobilité du pays. La portion de l'I-205 située en Oregon a été nommée War Veterans Memorial Highway en 2000.
L'I-205 est entretenue par l'Oregon Department of Transportation (ODOT) et le Washington State Department of Transportation (WSDOT) dans les deux états. Les deux agences mènent des études annuelles sur le trafic de l'Autoroute. Le débit journalier moyen annuel (DJMA) est de 87 800 véhicules à Stafford et de 170 900 près de Division Street à Portland en 2018.

## Expansion
L'ODOT planifie de reconstruire une section de 7 miles (11 km) dans le comté de Clackamas. Dans les années 2020 il veut ajouter une troisième voie dans chaque direction. Les travaux devraient débuter en 2022 et durer jusqu'en 2028 pour un coût approximatif de 700 millions de dollars. Dès 2024, un système de péage pourrait être mis en place pour financer une partie des travaux.
Les états de l'Oregon et de Washington ont commencé à planifier le remplacement de l'Interstate Bridge dans les années 1990. Parmi les options considérées, un train léger dans un axe nord-sud est proposé. Celui-ci aurait utilisé l'I-5 ou l'I-205 pour relier Vancouver et Portland. Le pont précédent aurait pu supporter le poids du système de train léger mais aurait requis des travaux importants. Un remplacement complet a été préféré.
Le pont de remplacement aurait été financé par des péages sur l'I-5, ce qui aurait augmenté le trafic sur l'I-205, menant ensuite à installer des péages sur cette dernière autoroute.
Les plans à long terme incluent également des améliorations à plusieurs échangeurs de l'I-205 d'ici 2040.

## Liste des sorties
| Interstate 205                            |                                   |       |       |                                                                    |                                                                    |                                                                    |
| Comté                                     | Municipalité                      | mi    | km    | Sortie                                                             | Intersections / Destinations                                       | Notes                                                              |
| Washington                                | Tualatin                          | 0,00  | 0,00  | –                                                                  | I-5 – Salem, Portland                                              | Terminus sud                                                       |
| Clackamas                                 |                                   | 3,16  | 5,09  | 3                                                                  | Stafford Lake – Lake Oswago                                        |                                                                    |
| Clackamas                                 | West Linn                         | 6,40  | 10,30 | 6                                                                  | 10th Street                                                        |                                                                    |
| Clackamas                                 | West Linn                         | 8,82  | 14,19 | 8                                                                  | SR 43 (en) – West Linn, Lake Oswago                                | Vélos permis direction sud et interdits direction nord             |
| Clackamas                                 | Rivière Willamette                | 9,13  | 14,69 | Pont Abernethy                                                     | Pont Abernethy                                                     | Pont Abernethy                                                     |
| Clackamas                                 | Oregon City                       | 9,29  | 14,95 | 9                                                                  | SR 99E (en) – Centre-ville d'Oregon City, Gladstone                |                                                                    |
| Clackamas                                 | Oregon City                       | 10,24 | 16,48 | 10v                                                                | SR 213 (en) sud – Oregon City, Molalla                             | Terminus sud du multiplex avec SR 213                              |
| Clackamas                                 | Gladstone                         | 11,05 | 17,78 | 11                                                                 | 82nd Drive – Gladstone                                             |                                                                    |
| Clackamas                                 |                                   | 12,67 | 20,39 | 12                                                                 | SR 212 (en) est vers SR 224 (en) est – Damascus, Estacada          | Indication direction nord                                          |
| Clackamas                                 | 12A                               | 12,67 | 20,39 | SR 212 (en) est – Damascus                                         | Indication direction sud                                           |                                                                    |
| Clackamas                                 | 12B                               | 12,67 | 20,39 | Roots Road – Johnson City                                          | Indication direction sud                                           |                                                                    |
| Clackamas                                 |                                   | 13,11 | 21,10 | 13                                                                 | SR 213 (en) nord (82nd Avenue) / SR 224 (en) – Estacada, Milwaukie | Indication direction nord; terminus nord du multiplex avec SR 213  |
| Clackamas                                 | SR 224 (en) – Estacada, Milwaukie | 13,11 | 21,10 | 13                                                                 | Indication direction sud                                           |                                                                    |
| Clackamas                                 |                                   | 14,31 | 23,03 | 14                                                                 | Sunnybrook Boulevard / Sunnyside Road                              |                                                                    |
| Clackamas                                 |                                   | 16,24 | 26,14 | 16                                                                 | Johnson Creek Boulevard                                            |                                                                    |
| Multnomah                                 | Portland                          | 17,85 | 28,73 | 17                                                                 | Foster Road                                                        |                                                                    |
| Multnomah                                 | Portland                          | 19,12 | 30,77 | 19                                                                 | US 26 (Powell Boulevard) / Division Street                         |                                                                    |
| Multnomah                                 | Portland                          | 20,57 | 33,10 | 20                                                                 | Washington Street / Stark Street                                   | Indication direction nord                                          |
| Multnomah                                 | Portland                          | 20,57 | 33,10 | 21A                                                                | Gilsan Street                                                      | Indication direction nord                                          |
| Multnomah                                 | Portland                          | 20,57 | 33,10 | 21A                                                                | Gilsan Street / Stark Street                                       | Indication direction sud                                           |
| Multnomah                                 | Portland                          | 21,59 | 34,75 | 21B                                                                | I-84 ouest / US 30 ouest – Portland                                |                                                                    |
| Multnomah                                 | Portland                          | 22,61 | 36,39 | 22                                                                 | I-84 est / US 30 est – The Dalles                                  |                                                                    |
| Multnomah                                 | Portland                          | 23,68 | 38,11 | 23A                                                                | US 30 bypass est (Sandy Boulevard)                                 |                                                                    |
| Multnomah                                 | Portland                          | 23,68 | 38,11 | 23B                                                                | US 30 bypass ouest (Killingsworth Street)                          |                                                                    |
| Multnomah                                 | Portland                          | 24,65 | 39,67 | 24                                                                 | Airport Way – Aéroport de Portland                                 | Indiqué sortie 24A (ouest) et 24B (est) en direction nord          |
| Fleuve Columbia                           | Fleuve Columbia                   | 26,56 | 42,74 | Pont Glenn L. Jackson Memorial; Limite d'États Oregon – Washington | Pont Glenn L. Jackson Memorial; Limite d'États Oregon – Washington | Pont Glenn L. Jackson Memorial; Limite d'États Oregon – Washington |
| Clark                                     | Vancouver                         | 27,21 | 43,79 | 27                                                                 | SR 14 – Vancouver, Camas                                           | Vélos permis direction nord et interdits direction sud             |
| Clark                                     | Vancouver                         | 28,30 | 45,54 | 28                                                                 | Mill Plain Boulevard                                               | Indiqué sortie 28A (est) et 28B (ouest) en direction sud           |
| Clark                                     | Vancouver                         | 28,30 | 45,54 | 28C                                                                | Northeast 112th Avenue                                             | Sortie direction nord seulement                                    |
| Clark                                     | Vancouver                         | 29,31 | 47,17 | 29                                                                 | Northeast 18th Street                                              | Sortie direction nord, entrée direction sud                        |
| Clark                                     | Vancouver                         | 30,97 | 49,84 | 30A                                                                | Northeast Gher Road / Northeast 112th Avenue                       | Sortie direction sud via sortie 30                                 |
| Clark                                     | Vancouver                         | 30,97 | 49,84 | 30                                                                 | SR 500 (en) – Centre-ville de Vancouver                            | Indiqué sortie 30B (est) et 30C (ouest) en direction nord          |
| Clark                                     | Vancouver                         | 31,08 | 50,02 | 30                                                                 | Vancouver Mall (Fourth Plain Boulevard)                            | Pas de sortie direction nord                                       |
| Clark                                     | Vancouver                         | 33,02 | 53,14 | 32                                                                 | Padden Parkway / Northeast Andersen Road – Battle Ground           |                                                                    |
| Clark                                     |                                   | 36,72 | 59,10 | 36                                                                 | Northeast 134th Street – Université d'État de Washington           |                                                                    |
| Clark                                     |                                   | 37,13 | 59,75 |                                                                    | I-5 nord – Seattle                                                 | Terminus nord; sortie direction nord, entrée direction sud         |
| - Terminus de multiplex - Accès incomplet |                                   |       |       |                                                                    |                                                                    |                                                                    |